# P. Ramlee
P. Ramlee var en skuespiller og musiker fra Malaysia. Han har bidraget væsentligt til den malaysiske filmindustri ved at producere og medvirke i utallige ikoniske film. I 1957 vandt han prisen for bedste skuespiller ved den 4. Tokyo Asia Pacific Film Festival.

## Død
Døde af hjertesygdom den 29. maj 1973. Han blev 44 år gammel.